# SNCASE SE.3130 Alouette II
Pour les articles homonymes, voir Alouette.
Ne doit pas être confondu avec Alouette 2.
 (juin 2018).
Si vous disposez d'ouvrages ou d'articles de référence ou si vous connaissez des sites web de qualité traitant du thème abordé ici, merci de compléter l'article en donnant les références utiles à sa vérifiabilité et en les liant à la section « Notes et références ».
L'Alouette II est un hélicoptère léger polyvalent produit sous diverses versions par le constructeur aéronautique français SNCASE, devenu en 1970 l'Aérospatiale, et dont le département hélicoptère a par la suite été intégré dans le groupe Eurocopter. C’est aussi le premier hélicoptère au monde certifié avec une turbine à gaz.

## Origine
À sa création, le 20 février 1937, la SNCASE (Société nationale des constructions aéronautiques du sud-est) avait absorbé la firme Lioré et Olivier et son personnel. Or Lioré et Olivier avait un département autogyre dirigé par Pierre Renoux. À la Libération de la France, Pierre Renoux reçut le renfort de quelques techniciens allemands pour tester le birotor Focke-Achgelis Fa 223 Drache, rebaptisé SE.3000.
Pour expérimenter la formule d’un projet de gros tonnage, le SE.3100, Renoux fit ensuite construire un monoplace expérimental, le SE.3101, simple structure tubulaire qui a volé en juin 1948 avec un moteur Mathis de 85 ch et donné naissance à un appareil biplace soigneusement caréné, le SE-3110. Mais le SE.3110 fut détruit sur accident en septembre 1950 et l’État-actionnaire menaça de fermer le département voilures tournantes. L’ingénieur Charles Marchetti, qui venait d’être embauché pour seconder Pierre Renoux, fut donc affecté à un autre programme, au moment où Renoux décidait de quitter la SNCASE. C’est donc un tout jeune ingénieur, René Mouille, qui se retrouva à la tête d’une équipe réduite à une vingtaine de personnes chargées de mettre au point ce qui était annoncé comme une « version agricole » du SE-3110 bien que disposant d’un aménagement triplace.

## Développement

### SNCASE SE.3120 Alouette
Le prototype SE.3120 Alouette [F-WGGD], que le pilote d’essais Henri Stakenburg réussit à faire décoller le 31 juillet 1951, était équipé d'un moteur à piston Salmson 9NH de 200 ch et souffrait de problèmes de vibrations qui furent heureusement vite résolus. Il affichait aussi d’excellentes performances, mises en évidence par Jean Boulet le 2 juillet 1953 : Il s'adjugea à bord du second prototype [F-WGGE] deux records en circuit fermé : celui de vitesse à 103,913 km/h et celui de distance avec 1 252,572 km. Cet appareil fut testé avec succès dans différentes configurations, mais sa construction s’avéra trop complexe pour qu’une production de série puisse être envisagée.

### SNCASE SE.3130 Alouette II
Début 1950 le bureau d’études hélicoptères de la SNCASE disposait de sept projets d’hélicoptères équipés de turbomoteurs (X-310A/G) établis par Pierre Renoux avant son départ de la société. Celui-ci suivait en effet avec attention les travaux de Joseph Szydlowski chez Turboméca. La turbine à gaz semblait en effet la réponse aux problèmes posés par les moteurs à piston (poids, encombrement, puissance…), mais les constructeurs américains avaient échoué dans ce domaine. Nommé ingénieur en chef du bureau d’études voilures tournantes le 1er juillet 1953, Charles Marchetti et son équipe pensaient y arriver. Profitant du regain d’intérêt des services officiels suscité par les records obtenus avec le SE.3120, officiellement baptisé Alouette, Marchetti obtint l’accord du directeur technique de la SNCASE, André Vautier, de développer le projet X-310G équipé d’une turbine Artouste, sous réserve de faire vite. Il fallait des résultats concrets dans les deux ans. Le nouvel hélicoptère prit la désignation SE.3130.
Chargé de dessiner l’appareil, René Mouille fit simple en adoptant des systèmes éprouvés : la SNCASE détenant une licence, on utilisa un boitier de transmission principal dérivé de celui du Sikorsky S-55 et un moyeu de rotor principal extrapolé des moyeux allemands et La Cierva. Les pales étaient une combinaison des technologies Bell et Sikorsky. La principale innovation du SE.3130 était donc sa motorisation, que l’on aurait pu se contenter d’appliquer au SE.3120. Mais l’Artouste était passée de 250 (Artouste 1) à 400 ch (Artouste 2) et il devenait possible d’envisager un appareil pour quatre ou cinq passagers, un créneau sans concurrence. Un nouvel hélicoptère fut donc dessiné, même si les grands principes de construction du SE.3120 furent conservés.
Le SE.3130-01, immatriculé F-WHHE, fit son premier vol sur le terrain du Buc le 12 mars 1955, piloté par Jean Boulet et Henri Petit, avec une Artouste II de 360 ch. Quelques problèmes de vibrations vite résolus, un second prototype fut rapidement mis en chantier à La Courneuve. Il prit l’air le 25 mai, immatriculé F-WHHF. Les qualités incontestables de l'Alouette II donnèrent l'idée aux ingénieurs d'essayer de battre un record. Ce fut fait le 6 juin 1955, à Buc, avec le SE.3130-02 piloté par Jean Boulet qui emmena l'appareil à 8 209 mètres, battant ainsi le record d'altitude pour hélicoptères (Catégories E1 et E1b), détenu depuis le 17 octobre 1954 par le Sikorsky S-59 (en) (XH-39), également motorisé avec une Artouste 2, avec 7 472 m,

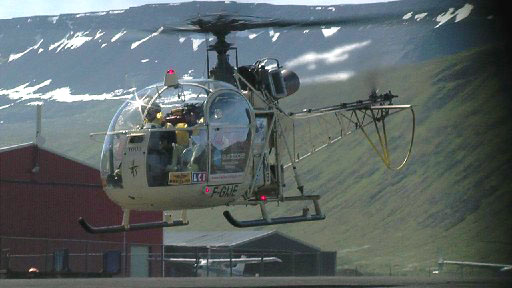
La 1003 à Isafjordur (Islande), 17 juillet 2007

Le 14 juillet 2007 l'Alouette II 1003 F-GIJE (la plus vieille encore en service) décolle de Lognes pour une première mondiale : la traversée transatlantique de Paris à Oshkosh. Sans le moindre problème technique l'équipage Pascal Petitgenet et David Dahdi dépose, après 65 heures de vol, la 1003 sur le sol américain après avoir traversé l’Angleterre, l’Écosse, les îles Féroé, l’Islande, le Groenland, le Canada et des États-Unis
Le 1er juillet 2018 l'Alouette II 1003 F-GIJE est utilisé pour l'évasion de Rédoine Faïd de la prison de Réau en Seine-et-Marne.

### Vers une production de série
Trois appareils de présérie (SE.3130-04/06) prirent l’air les 1er août 1955, 6 mars 1956 et 2 avril 1956. Destinés à la Marine nationale, premier client de l'Alouette II, ils avaient leurs patins remplacés par un atterrisseur quadricycle Messier, facilitant la manutention des hélicoptères sur les navires. Ces appareils étaient destinés à la formation des premiers pilotes de l’Aéronavale, dont la formation fut assurée par Gérard Henry.
Le 3 juillet 1956 une Alouette II de présérie allait récupérer à plus de 4 000 m un alpiniste victime d’un malaise cardiaque, et le 3 janvier 1957 c’est encore une Alouette II qui allait au secours de l’équipage d’un Sikorsky S-58 qui s'était écrasé dans le massif du Mont Blanc à la recherche des alpinistes Jean Vincendon et François Henry. Ces opérations, largement couvertes par la presse nationale, facilitèrent l’obtention de la certification civile française, délivrée le 2 mai 1957 par la DGAC. Le 14 janvier 1958 l’Alouette II devint le premier hélicoptère à turbine à décrocher la certification américaine. En 1963 une Alouette II fut le premier hélicoptère à turbine utilisé en opérations commerciales aux États-Unis.
Sorti d’usine 13 mois seulement après le premier prototype, le premier appareil de série fut livré à l’Armée de l’Air. En avril 1957 une Alouette II de l'Armée de l’Air (no 9) accompagne l’expédition Paul-Émile Victor au Groenland. Si une Alouette II fut livrée dès le mois de mai 1957 à l’agent Sud-Aviation en Suède, le Portugal fut le premier client militaire étranger avec un appareil livré dès août 1957.

## Production
Après fusion de la SNCASE et de la SNCASO en mars 1957, Sud-Aviation poursuivit le développement de la famille Alouette. L’Alouette II était initialement fabriquée à l'usine de La Courneuve, les essais en vol s'effectuant au Bourget, où un centre d'essais des pales et ensembles mécaniques, le CEHB, fut installé. Mais le succès de l'hélicoptère commandait un agrandissement des installations. L'usine Sud-Aviation de Marignane manquant de charges de travail, la production y fut transférée en 1961, puis les essais en vol en 1962 et l'ensemble des travaux d'études en 1964, l'usine de La Courneuve ne conservant que la fabrication des pales et la direction commerciale.
Outre les deux prototypes, SNCASE, Sud-Aviation, puis Aérospatiale à partir de 1970, ont produit 1 305 Alouette II, soit 923 SE.3130/SE.313B à turbomoteur Turbomeca Artouste (134 civils et 789 militaires) et 382 SE.3180/SE.318C à turbomoteur Astazou (208 civils et 174 militaires). À ces chiffres, il faudrait ajouter un nombre imprécis d'appareils produits sous licence en Suède (2), aux États-Unis (20 appareils produits par Republic Aviation), en Inde (250+) et au Brésil. À noter que Republic Aviation testa sur deux SE.3130 de série (N527 c/n 1129 et N529, c/n 140) un turbomoteur Garrett AiResearch Lark (Alouette en anglais) de 500 ch. Le dernier SA.318C est sorti d'usine au printemps 1975, date à laquelle l'Alouette II était en service dans plus de 80 pays et 47 forces armées.

## Description

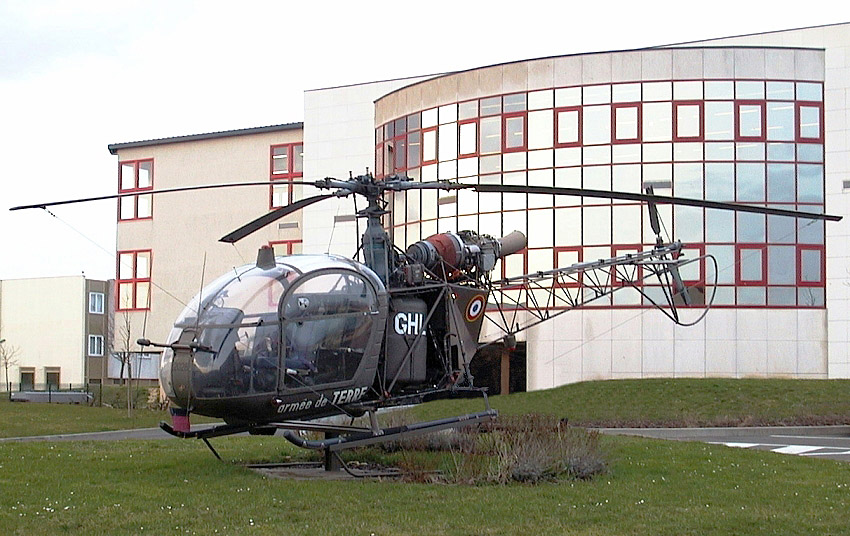
SE 3180 Alouette II de l'ALAT en exposition statique

Le SE.3130 est un appareil de conception simple, dont la structure repose sur un ensemble triangulé en tubes d'acier soudés et gonflés à l’azote, un voyant en bout de queue permettant de détecter les fuites, donc les criques. Cette structure reçoit à l’avant une cabine largement vitrée, équipée de larges portes. On trouve derrière la boite de transmission principale, avec au-dessus un rotor composé de trois pales métalliques à pas variable et en dessous un réservoir de carburant de 596 litres. La turbine est montée au-dessus, juste derrière la boite de transmission. À l’arrière un empennage horizontal, un rotor anti-couple bipale et une béquille de protection. L’ensemble repose en principe sur deux patins, qui peuvent être remplacés par un train quadricycle ou des flotteurs.
L’aménagement standard comprend deux sièges en avant, dont un pour le pilote, et trois sièges à l’arrière, mais les équipements optionnels sont nombreux et permettent une grande variété de missions : transport de charges sous élingue, évacuation sanitaire, pulvérisation agricole, sauvetage avec treuil...

## Versions

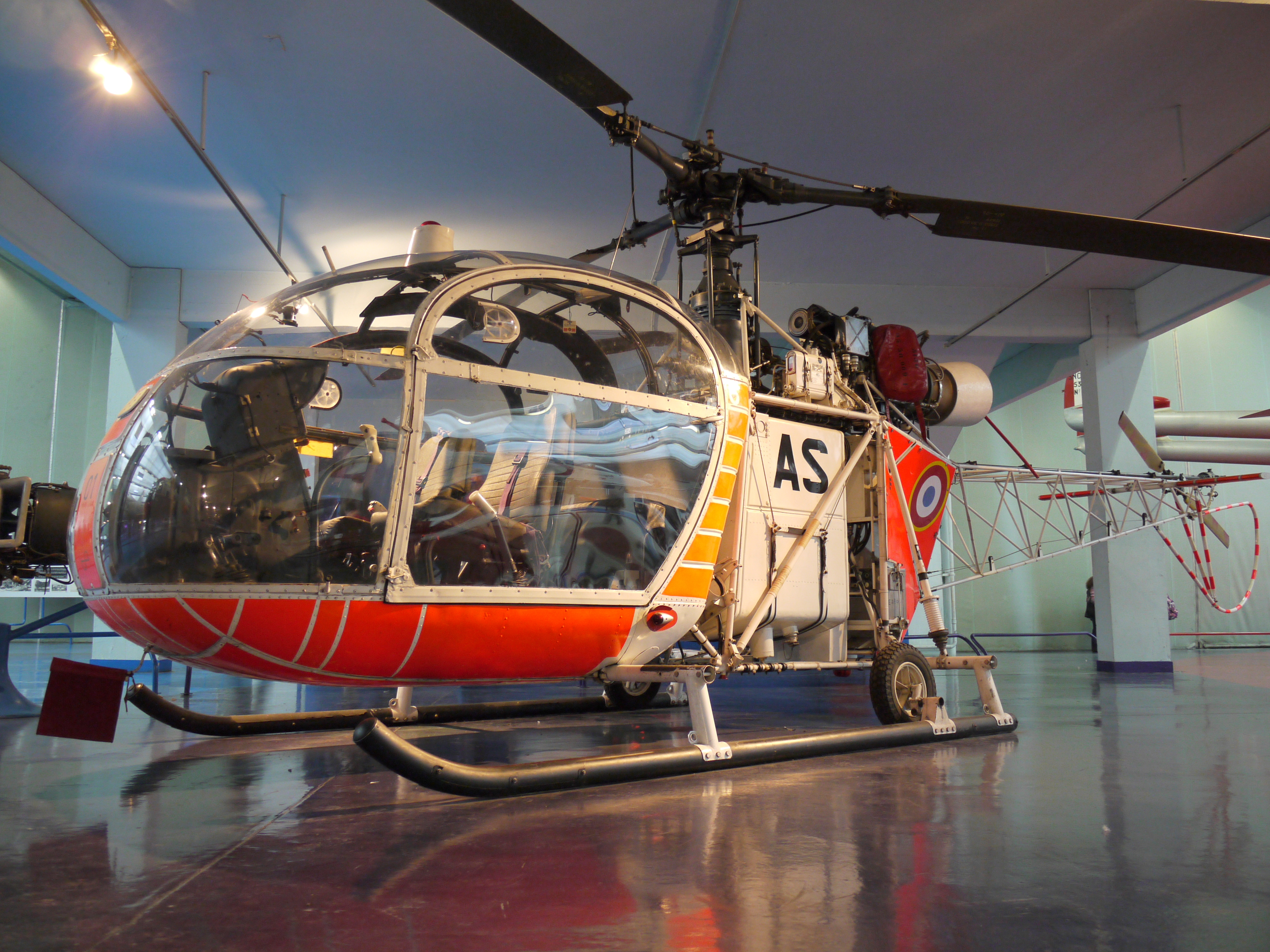
Alouette II 3130 no 01 utilisée par le CEV de Bretigny aujourd'hui au musée du Bourget.

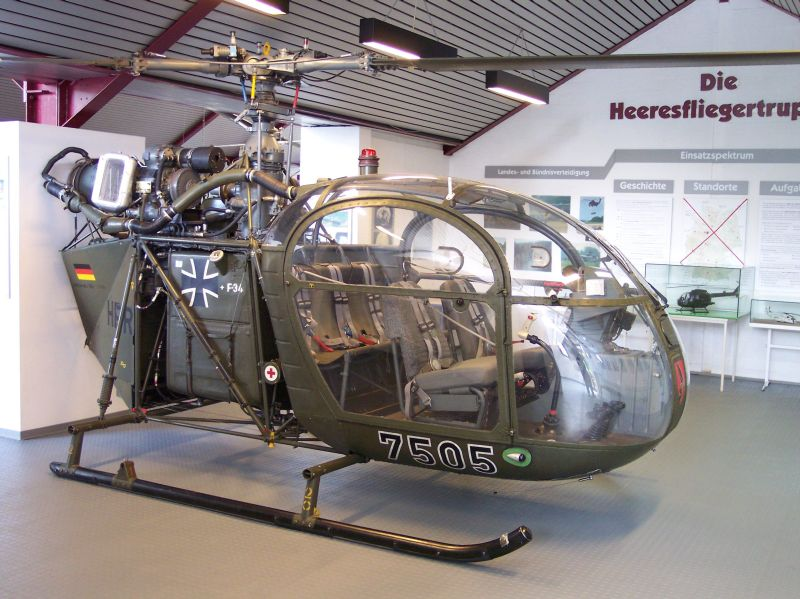
SA-3130 Alouette II de la Heeresfliegertruppe.

- SE.3130 Alouette II : Modèle de base à turbine Turbomeca Artouste IIC.
  - SA.313 Alouette II : Désignation à partir de 1968 des appareils à turbine Artouste IIC, limités à la masse totale de 1 500 kg.
  - SA.313B Alouette II : Désignation à partir de 1968 des appareils à turbine Artouste IIC6, autorisés à la masse totale de 1 600 kg.
  - HKP 2 Alouette II : Deux SE.3130 produits sous licence en Suède par Saab.
- SE.3131 Gouverneur : Pour réaliser une version de transport VIP à fuselage entièrement caréné le Président de Sud-Aviation, Georges Héreil, s’adressa au célèbre styliste Raymond Loewy, précurseur du design industriel et promoteur du style dit streamline qu'il appliqua à des voitures ou des locomotives. Le prototype [F-WIEA], réalisé en modifiant un appareil de série (SE.3130 no 1055 F-BIEJ), fut présenté le 30 mai 1957 au Salon du Bourget alors qu’il totalisait à peine une dizaine d’heures de vol. Le 14 décembre suivant, piloté par Jean Boulet, le prototype transporta le Président René Coty du château de Rambouillet à Orly pour y accueillir le Président Eisenhower. Cet appareil ne fut pas commercialisé, les carénages alourdissant l’appareil et perturbant les qualités de vol en lacet, mais participa au programme de développement de l'Alouette III. Le prototype fut par la suite remis au standard et converti en SE.3180.
- SE.3140 Alouette II : Dans le cadre du programme du futur SE.3200 Frelon, Sud-Aviation a fait voler le 16 mai 1957 un prototype [F-WIEB] avec une turbine libre Turbomeca Turmo II de 400 ch, qui devait permettre de déduire le diamètre du rotor à 8,40 m puisqu’il était possible de faire varier le régime du rotor. Ce modèle ne donna pas les résultats espérés, et après passage au CEV il fut transformé en SE.3130.
- SE.3150 Alouette Astazou : 2 prototypes construits sur marché d’état dans le cadre du programme Alouette III. Le SE.3150-001 [F-ZWVM] n'était autre que le SE.3130-002 remotorisé avec une turbine Turbomeca Astazou IIA, la boîte de transmission mécanique de l'Alouette III, un rotor principal de 11 m et un rotor anti-couple tripale. 
Pour reprendre le record d’altitude, porté à 9 076 m par le Cessna YH-41, le SE.3150-002 [F-ZWVN] fut allégé au maximum (réservoir plus petit, suppression des instruments de bord non indispensables...) et Jean Boulet soumis à un entraînement spécifique en caisson de décompression. Réimmatriculé [F-ZWVB] il atteignit 9 583 m au-dessus de Brétigny-sur-Orge le 9 juin 1958 piloté par Jean Boulet, record non homologué. Le 13 juin il établit 4 nouveaux records pour hélicoptères (Catégories E1 et E1b) : Temps de montée à 3 000 m (5 min 31 s), temps de montée à 6 000 m (11 min 1 s), temps de montée à 9 000 m (17 min 44 s) et altitude (10 984 m). C’était la première fois qu’un hélicoptère dépassait l’altitude de 10 000 m. Ce record tiendra 14 ans. Il sera battu par Jean Boulet sur un SA.315B Lama.
- SA.3180 Alouette II : Évolution du SE.3130, avec turbine Astazou IIA à la consommation spécifique inférieure, mais surtout avec un embrayage centrifuge. Le prototype était la SE-3130 no 1012 de série, devenue SA-3180-01 [F-WHOF], et effectua son premier vol le 31 janvier 1961. Le certificat de navigabilité fut délivré le 18 février 1964 et les livraisons débutèrent en 1965 avec une série de 15 pour l’ALAT. Le SA-3180-02, qui prit l’air le 24 janvier 1966, était lui un banc d’essais volant pour un nouveau rotor, qui fut développé en association avec l’allemand Bölkow et monté sur le SA.340 Gazelle.
  - SA.318B Alouette II : Désignation à partir de 1968 des appareils à turbine Astazou IIA, limités à la masse totale de 1 600 kg.
  - SA.318C Alouette II : Désignation à partir de 1968 des appareils à turbine Astazou IIA2, autorisés à la masse totale de 1 650 kg.

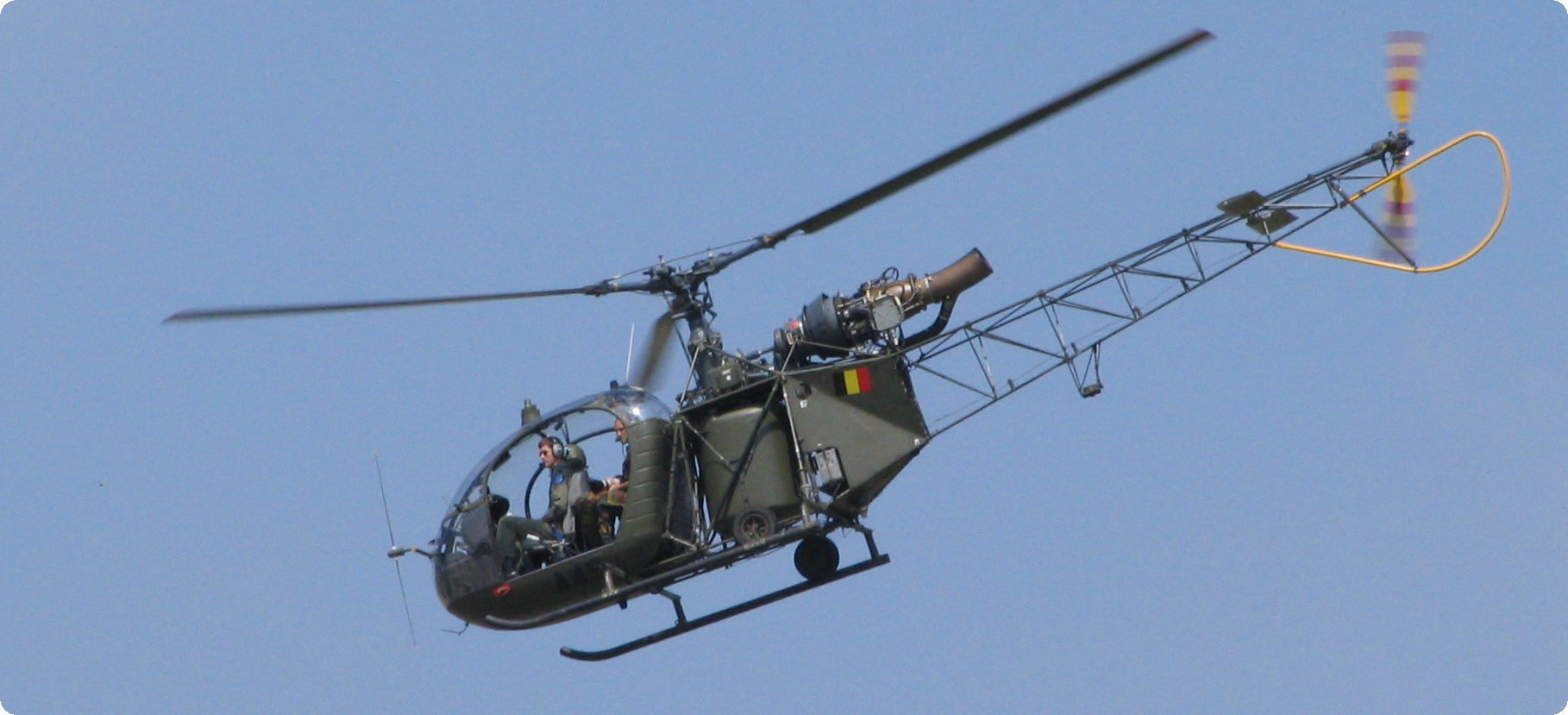
Alouette II de l'armée belge

- SA.315B Lama : Évolution du SE.3150 optimisée pour opérations à très haute altitude avec une turbine Turbomeca Astazou IIIB détarée à 550 ch. Destiné à répondre à un besoin indien pour un appareil capable d’opérer dans l’Himalaya, le prototype a volé le 17 mars 1969. Dès 1969 des essais eurent lieu dans l’Himalaya, le prototype effectuant des décollages et atterrissages à l’altitude record de 7 500 m avec deux hommes à bord et 120 kg de carburant. La certification française fut obtenue le 30 septembre 1970 et la désignation Lama adoptée en juillet 1971. Cet appareil est détenteur depuis le 21 juin 1972 du record absolu d’altitude pour hélicoptères (Catégorie E1) avec 12 442 m, toujours piloté par Jean Boulet.
  - HAL Cheetah : En 1971 furent finalisés entre Aérospatiale et HAL des accords de licence. Le premier Lama assemblé dans l’usine de Bangalore prit l’air le 6 octobre 1972 et les livraisons débutèrent en décembre 1973.
  - HAL Lancer : Modernisation du HAL Cheetah.
  - HB 315B Gaviao : SA.315B produit sous licence au Brésil par Helibras (pt), qui acheta la licence en 1978.

## Utilisateurs militaires
- Madagascar : 1 SE.3130 livré en 1974. 4 Alouette II ex-belges remit en service le 27 mars 2010 dans l'armée de l'air[2]. Un accident a terre le 28 janvier 2019[3]. Un accidenté en mer le 21 décembre 2021.
- Tunisie : Huit SE.3130 livrés en 1963 à l’Armée de l'air tunisienne, six en service pour l'entrainement en 2016.
- Turquie :  Gendarmerie ou Police?, anciens appareils de l'armée.

### Anciens utilisateurs

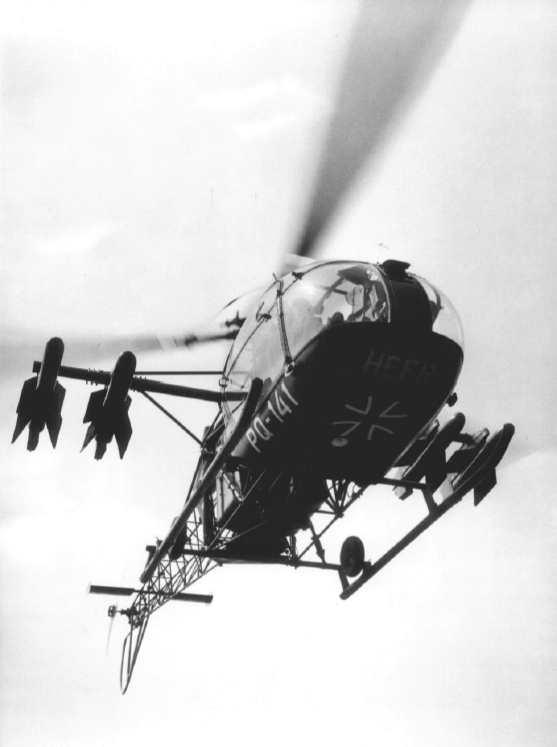
Alouette II ouest-allemande armée de 4 Nord AS.11 en 1960.

- Afrique du Sud : Huit appareils livrés en décembre 1960 à la SAAF et utilisés par la No 17 sqdn pour la formation hélicoptère, toujours en service en 1995.
- Allemagne de l'Ouest : La république fédérale fut, après la France, le plus gros client de l’Alouette II. Les premiers exemplaires arrivèrent à l’Heeresfliegerwaffenschule (Heer) de Bückeburg en 1959. 226 SE.3130/SA.313B et 54 SA-318C furent livrés. Les Heeresfliegertruppen retirèrent leur dernier appareil de service le 31 mars 2006, soit après 47 ans de service.
- Angola :
- Autriche : Seize appareils livrés à la Force aérienne autrichienne, en service de 1958 à 1975.
- Belgique :
  - Aviation Légère de la Force Terrestre (ALFT): Un premier lot de 17 SE.3130 [A01/17] fut acheté en 1959 par l'Armée Belge pour remplacer ses Piper Super Cub de l'Aviation légère de la Force Terrestre (ALFT). En 1967 furent commandés 2 lots de SA.3180 pour un total de 42 appareils [A40/81], dont 31 exemplaires [A47/77] furent assemblés par SABCA. Trois appareils furent envoyés à la Force publique congolaise, les autres répartis entre Light Aviation Flight opérant au Burundi et les escadrilles 15 (Brasschaat), 16 (Butzweilerhof), 17 (Werl) et 18 (Merzbruck), ainsi que l’école d’aviation légère de Brasschaat qui a constitué avec ces appareils une escadrille de présentations aériennes, les Blue Bees. La mise en service en 1992 des Agusta A.109 Hirundo a limité le rôle des Alouette II belges aux missions d'entrainement et de liaison. Après participation aux missions humanitaires de l'ONU en Somalie et au Rwanda en 1993/1994, il ne restait en 1995 qu'une quinzaine d’appareils en état de vol, regroupés dans le 16e Bataillon d’Hélicoptères de Liaison à Butzweilerhof (en), Allemagne. Cette unité a été rapatriée sur Bierset en septembre 1995 et l’école d’aviation légère ayant fermé en 2006, les derniers appareils ont été retirés de service et stockés en 2007. Le dernier vol s'est déroulé en septembre 2009[4]. 23 vendu à une société privée le 1er septembre 2009 qui en exporte 4 à Madagascar[2].
  - Gendarmerie : En 1968 ont aussi été achetés 6 SA.3180 Alouette II [A90/95] pour la Gendarmerie. Pilotés et entretenus par l'Armée pour le compte de la Gendarmerie, un exemplaire a été perdu en 1968, les autres réformés entre mai 1999 et juillet 2000.
- Bénin : Au moins un appareil en service en 1981 et 1986 au sein des Forces armées béninoises.
- Biafra : Plusieurs utilisés en 1967 pendant la guerre du Biafra. Achetés en France via une compagnie Luxembourgeoise[5].
- Brésil : Force aérienne brésilienne, Alouette II en service en 1971.
- Cambodge : huit Alouette II livrées à l’armée khmère[Quand ?].
- Cameroun: 5 SA.318C livrés en 1968, toujours en service en 1986.
- République démocratique du Congo : 3 SA.318C livrés à la force aérienne en 1971.
- Corée du Sud :
- Côte d'Ivoire : deux achetées par les forces armées en 1963.
- Djibouti : Un SE.3130 des surplus de l’armée française remis à l’aviation de Djibouti en 1979.
- Finlande : L’Ilmavoimat a utilisé deux SE.3130 Alouette II de 1966 à 1975.

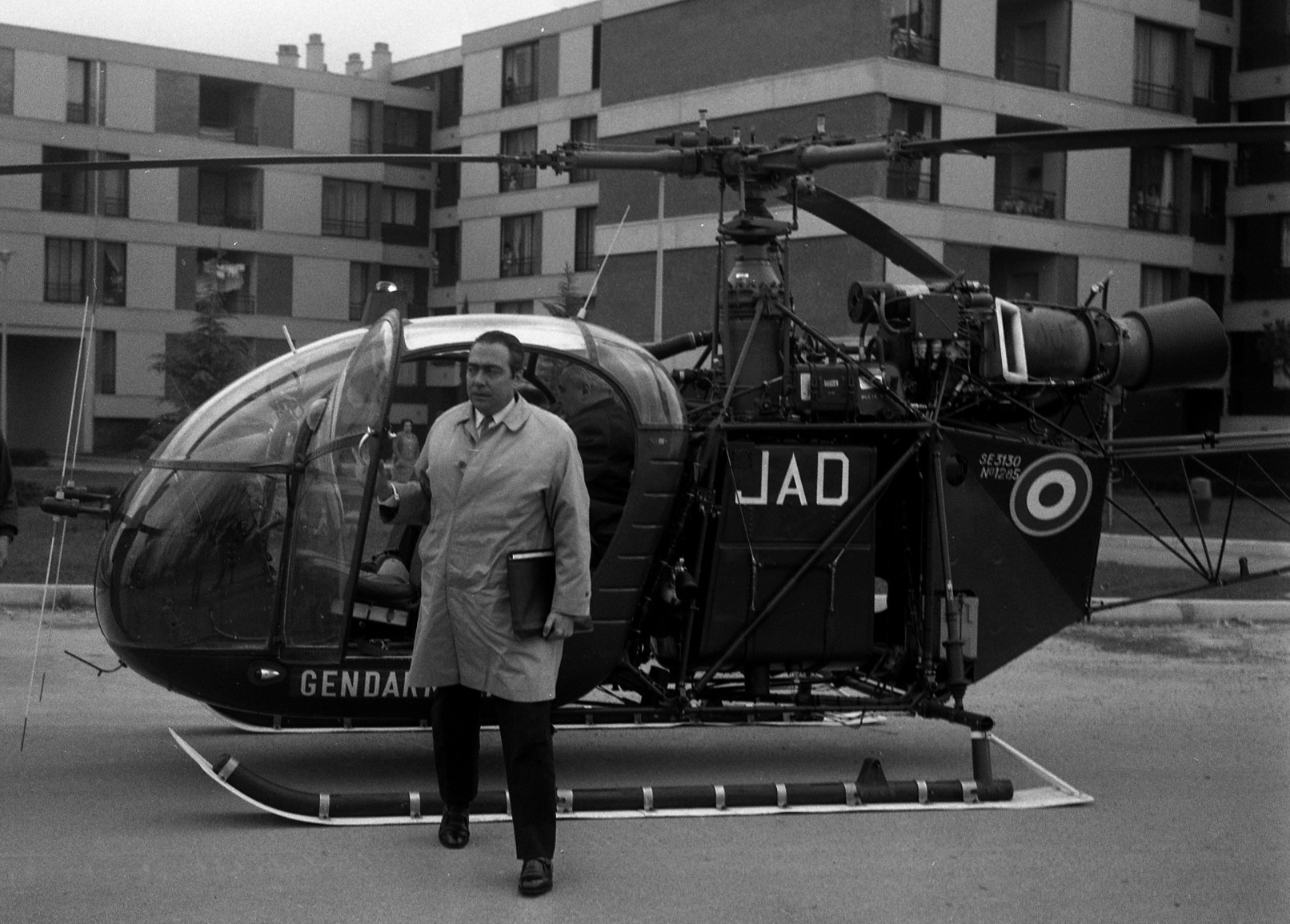
Alouette II SE.3130 de la Gendarmerie nationale française en 1968.

- France : 394 exemplaires militaires ont été livrés aux trois armées :
  - Marine nationale : 26 appareils utilisés de 1955 à 1997, les premiers appareils entrant en service à l'’escadrille 23S dès 1956. Les escadrilles 10S (1955/56), 20S (1956/1991), 22S et 58S (1956/60), la flottille 35F et la section marine à l’ESALAT de Dax furent ensuite équipés. Basée à Saint-Raphaël, la 10S utilisa des appareils équipés de flotteurs pour observer le lancement de torpilles, et en septembre 1957 arrivèrent les premières Alouette II à roues, mieux adaptées aux appontages. Remplacés progressivement par les Alouette III dans les années 1970 puis les AS-365F Dauphin dans les années 1990, elles continuèrent à assurer la formation des pilotes et les missions de soutien au profit du Centre d’essais de Méditerranée. Le dernier vol d’une Alouette II de l’Aéronautique Navale a eu lieu le 22 décembre 1997, à la 23S.
  - Armée de l'Air : 139 appareils, utilisé jusqu’en 1996. Les deux escadres d’hélicoptères de l’Armée de l’Air constituées en 1956 participèrent aux opérations en Algérie, non sans quelques problèmes d’adaptation. Les Alouette II furent principalement utilisées comme postes de commandement volants.
  - Armée de Terre : 229 pour l’ALAT, qui effectua des essais de tir de missiles anti-char AS.10 et AS.11
  - Gendarmerie : Utilise des Alouette II de 1955 à 1989.
- Guinée-Bissau : Une SA.313B en service à l’escadron de transport de Bissau-Bissalanca en 1999.
- Indonésie : Trois livrées aux forces armées[Quand ?].
- Israël : Trois SE.3130 vendues au Heyl Ha’avir (c/n 1222/4) et un SE.313B (c/n 1887) acheté sur le marché civil allemand[Quand ?]. Un appareil immatriculé 4X-HBM/021 est conservé en Israël, mais son identité n'est pas connue, l'hélicoptère portant cette identification étant le (c/n 1887) qui a été revendu en Suisse[Quand ?].
- Laos : Deux vendues aux Forces armées[Quand ?].
- Liban : Quatre SE.3130 vendus à l’armée libanaise[Quand ?], dont deux étaient toujours en service en 1999.
- Maroc : Sept Alouette II livrées aux Forces armées royales[Quand ?].
- Mexique : Deux appareils[Quand ?].
- Monténégro : Trois appareils SE.313[Quand ?].
- Pays-Bas : Huit appareils livrés à l’Forces aériennes royales néerlandaises[Quand ?] et utilisés en Indonésie.
- Pérou : Huit SA.318C livrés à l’Armée en janvier 1974. Ils ont été remplacés une dizaine d’années plus tard par un nombre identique de SA.315B Lama.
- Portugal : Le ministère de la Défense portugais fut le premier client militaire à l’exportation, une Alouette II (c/n 1082) étant convoyée en vol de Paris à Lisbonne entre les 4 et 7 août 1957. Sept appareils livrés à la Force aérienne.
- République centrafricaine : Utilisé par la Force aérienne Centrafricaine[Quand ?].
- République dominicaine : Deux SE.3130 pour l’Escuadrón de Helicópteros de San Isidro de la Force aérienne dominicaine, toujours en service en 1998.
- Salvador :
- Sénégal : Entre 1965 et 1972 l’Armée de l'air sénégalaise a pris livraison de cinq Alouette II.
- Suède : Les trois services des forces armées suédoises ont utilisé au total vingt-cinq Alouette II. Dès mai 1957 une Alouette II (c/n 1062) avait été livrée à l’agent de Sud-Aviation en Suède.

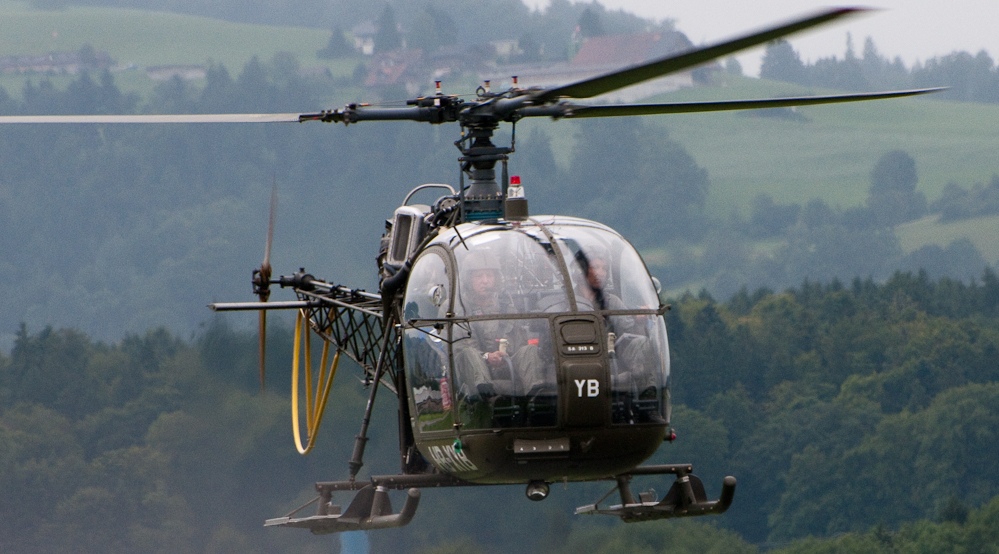
Ancienne Alouette II des Forces aériennes suisses (2010)

- Suisse : Trente SE.3130 (V-41 à V-70), 10 reçus entre 1958 et 1959 puis 20 autres en 1964, ont équipé les Escadrilles légères d'aviation 1, 2, 4 et 5 (Leichte Fliegerstaffel) des Forces aériennes suisses. Une quinzaine d'exemplaires étaient toujours en service en 1986, ce type d'appareil ayant été réformé en 1992. Le 11 juin 1994, 16 machines et équipements ont été vendus aux enchères à Alpnach.
- Togo : L'Escadrille de Transport de l'Armée de l'air togolaise a reçu deux Alouette II en 1979 et un ou deux SA.315B Lama en 1980. Ils étaient toujours en service en 1986.
- Turquie : Dix-huit SA.318C livrés à l’armée turque[Quand ?], et transférés ultérieurement à la gendarmerie ou à la police.
- Royaume-Uni : Dix-sept Alouette II ont été livrées à l’Army Air Corps[Quand ?].
- République du Viêt Nam :

## Incidents et accidents
Ici ne seront listés que les accidents et incidents mortels ou impliquant plusieurs appareils (liste non exhaustive).
| Date              | Lieu                     | Modèle                           | Numéro de série Immatriculation        | Opérateur                                 | Causes | Nombre de victimes           |
| ----------------- | ------------------------ | -------------------------------- | -------------------------------------- | ----------------------------------------- | --- | ---------------------------- |
| 2 août 1957       | Mer de Glace             | SE.3130 Alouette II              | 1075/C9                                | Aviation légère de l'Armée de terre       | Crash pendant le sauvetage d'un alpiniste sur le glacier. | 4 morts                      |
| 31 août 1958      | Vallée Blanche           | SE.3130 Alouette II              | ?                                      | Mont Blanc Aviation                       | Percute une ligne électrique. | 4 morts                      |
| 13 septembre 1960 | Astrida                  | SE.3130 Alouette II              | 1293/127C (A01)                        | Force Aérienne Belge                      | Pilotage à la limite de puissance du moteur, entraînant un arrêt de celui-ci à basse altitude. L'appareil s'écrase dans une pente.                                                   | 2 survivants                 |
| 22 septembre 1960 | Lac Tanganyika           | SA.318C Alouette II              | ? (A02)                                | Force aérienne belge                      | Mauvaises données de vol lors d'un vol de nuit, s'écrase dans un lac. | 2 morts, 3 survivants        |
| 6 octobre 1960    | Aix-les-Bains            | SE.3130 Alouette II              | ?                                      | Force aérienne belge                      | Percute en vol un Bell 47 français. | 6 morts (4 dans l'Alouette)  |
| 25 octobre 1960   | Götzener Lizum           | SE.3130 Alouette II              | 1126 (3D-XT)                           | Force aérienne autrichienne               | Percute un câble puis s'écrase. | 1 mort, 2 blessés graves     |
| 14 avril 1961     | Stetten am kalten Markt  | SE.3130 Alouette II              | 1447 (PJ+331)                          | Heeresfliegertruppe                       | Percute une ligne électrique puis s'écrase. | 4 morts                      |
| 12 juillet 1961   | Cassel                   | SE.3130 Alouette II              | 1574 (PG+133)                          | Heeresfliegertruppe                       | Percute une ligne électrique et s'écrase dans une rivière. | 4 morts                      |
| 24 août 1961      | Vidsel                   | SE.3130 Alouette II              | 1176 (SE-HDB)                          | Svensk Flygtjänst AB (en)                 | Un bouchon de chargement se détache et percute le rotor de queue. | 2 morts                      |
| 3 octobre 1963    | Orust                    | HKP 2 Alouette II                | ? (Y111)                               | Marine royale suédoise                    | Percute une ligne électrique | 3 morts                      |
| 26 mars 1964      | Bissalanca               | Sud Aviation SE 3130 Alouette II | 1107 (C20)                             | Force aérienne portugaise                 | ? | 2 morts                      |
| 23 avril 1964     | Israël                   | SE.3130 Alouette II              | 1223 (08/4X-BAA)                       | Force aérienne et spatiale israélienne    | Crash au sol | 2 morts et 2 blessés         |
| 6 juin 1964       | Cannes                   | SE.3130 Alouette II              | ?                                      | Aviation légère de l'Armée de terre       | Percute un Sikorsky S-55 en vol. | 3 morts (2 dans l'Alouette)  |
| 25 juin 1964      | Mariental                | SE.3130 Alouette II              | 1835/C469 (PF+145)                     | Heeresfliegertruppe                       | Percute une ligne électrique | 2 morts                      |
| 15 octobre 1964   | Toulon                   | SE.3130 Alouette II              | ?                                      | Aviation légère de l'Armée de terre       | S'écrase dans la mer puis coule. | 4 morts                      |
| 15 juin 1965      | Birkenhördt              | SE.3130 Alouette II              | 1567 (XR377)                           | Army Air Corps                            | Percute une ligne électrique | 1 mort et 2 survivants       |
| 17 janvier 1967   | Banning                  | SA.318C Alouette II Astazou      | 1963 (C-FBHL)                          | Llock Helico                              | Perte de contrôle après avoir percuté des arbres. | 2 morts, 1 blessé            |
| 25 janvier 1967   | Grossschlierental        | 2 SE.3130 Alouette II            | 1904 (V-58) & 1921 (V-67)              | Forces aériennes suisses                  | Collision en vol, le V-67 s'écrase au sol et le V-58 parvient à réaliser un atterrissage catastrophe à Alpnach. Un troisième appareil sera très légèrement endommagé par des débris. | 1 mort                       |
| 27 juin 1967      | Krumbach                 | SE.3130 Alouette II              | 1817/C451 (PY+207)                     | Heeresfliegertruppe                       | S'écrase dans un champ. | 3 morts                      |
| 6 août 1967       | Nigeria                  | SE.3130 Alouette II              | ?                                      | Forces armées nigérianes                  | S'écrase au sol. | 3 morts                      |
| 10 janvier 1968   | Mer du Nord              | SE.3130 Alouette II              | 1768/C420 (D-HICA)                     | Deutsches Zentrum für Luft- und Raumfahrt | Devait rejoindre un bateau mais s'écrase dans la mer à cause de fortes chutes de neige.                                                                                              | 2 morts                      |
| 30 mai 1968       | Bruxelles                | SE.3130 Alouette II              | ?                                      | Police belge                              | Percute une ligne électrique. | 2 morts                      |
| 16 juillet 1968   | Todtmoos                 | SE.3130 Alouette II              | 1658/C344 (76+42)                      | Heeresfliegertruppe                       | S'écrase au sol. | 2 morts                      |
| 7 janvier 1969    | Untermässing             | SE.3130 Alouette II              | 1350/C158 (75+41)                      | Heeresfliegertruppe                       | S'écrase à cause du blizzard. | 1 mort                       |
| 8 juillet 1969    | Tauberbischofsheim       | SE.3130 Alouette II              | 1659/C345 (76+43)                      | Heeresfliegertruppe                       | Percute une ligne électrique. | 1 mort                       |
| 25 février 1970   | Verden                   | SE.3130 Alouette II              | 1748/C405 (76+73)                      | Heeresfliegertruppe                       | S'écrase dans une rivière après un bruit d'explosion. | 2 morts                      |
| 23 juin 1970      | Mittlenberg, Binntal     | SE.3130 Alouette II              | 1925 (V-69)                            | Forces aériennes suisses                  | Perte du rotor arrière. | 1 mort                       |
| 14 août 1970      | Mechernich               | SE.3130 Alouette II              | ?                                      | Heeresfliegertruppe                       | ? | 1 mort                       |
| 18 août 1970      | Wicklow Head             | SA.318C Alouette II              | 1971/C599 (G-AWEE)                     | Samuelson Aviation                        | Une réplique de Royal Aircraft Factory S.E.5 percute l'Alouette pendant le tournage du film Zeppelin.                                                                                | 3 + 1 morts                  |
| 9 septembre 1970  | Antonigraben             | SA.318C Alouette II              | 2129/A205 (77+70)                      | Heeresfliegertruppe                       | S'écrase au sol puis prend feu. | 2 morts et 1 blessé          |
| 28 septembre 1970 | Glendora                 | Aérospatiale Alouette II         | 2048 (N2355)                           | Western Helico                            | Surcharge de l'appareil. | 5 morts                      |
| 22 février 1971   | Rüti                     | SE.3130 Alouette II              | 1898 (V-55)                            | Forces aériennes suisses                  | Panne moteur à cause de la neige. Atterrissage d'urgence dans une forêt. | 1 mort et 2 blessés          |
| 12 mai 1971       | Anaktuvuk Pass           | SA.318C Alouette II              | 2060 (N9222)                           | Gay Airways                               | Neige. | 2 morts et 2 survivants      |
| 28 juin 1971      | Lake Minchumina          | Aérospatiale Alouette II         | 2227 (N4966)                           | Bureau of Land Management                 | Le pilote n'a pas assez mis les gaz. | 1 mort et 4 survivants       |
| 9 avril 1972      | Montfort-l'Amaury        | SE.313B Alouette II              | 1202 (F-BTAP)                          | Héli-Union                                | Percute une ligne électrique. | 2 morts                      |
| 23 avril 1972     | Knittelfeld              | SE.3130 Alouette II              | 1156 (3D-XV)                           | Force aérienne autrichienne               | Percute une ligne électrique. | 1 mort, 2 blessés            |
| 1er octobre 1972  | Admonter Reichenstein    | SE.3130 Alouette II              | 1125 (3D-XS)                           | Force aérienne autrichienne               | Un câble touche le rotor principal. | 3 morts                      |
| 12 mai 1973       | Base militaire de Bergen | SE.3130 Alouette II              | 1790/C433 (76+88)                      | Heeresfliegertruppe                       | Percute une ligne électrique | 1 mort et 1 blessé           |
| 14 juillet 1974   | Rheinau                  | SA.318C Alouette II              | 1948 (D-HIFE)                          | Polizei Baden-Württemberg                 | Panne moteur. | 3 morts                      |
| 7 juillet 1976    | Olpe                     | SE.3130 Alouette II              | ?                                      | Bundesgrenzschutz                         | Percute une ligne électrique. | 1 mort et 1 survivant        |
| 18 mars 1977      | Düsseldorf               | SA.318C Alouette II              | 1937/C569 (D-HAKA)                     | Luft-Transport-Dienst F. Stetzler         | Percute une ligne électrique. | 2 morts et 1 survivant       |
| 19 avril 1977     | Northeim                 | 2 SE.3130 Alouette II            | ?                                      | Heeresfliegertruppe                       | 2 Alouette II se percutent lors d'un vol en formation. | 4 morts (2+2)                |
| 8 juin 1979       | Eschershausen            | SE.3130 Alouette II              | ?                                      | Heeresfliegertruppe                       | S'écrase dans un bois. | 3 morts                      |
| 18 décembre 1979  | Lomé                     | SA.318C Alouette Astazou         | 2250 (5V-MAJ)                          | Armée de l'air togolaise                  | S'écrase dans la mer. | 5 morts                      |
| 28 mars 1980      | Ottersberg               | SE.3130 Alouette II              | 1625/C321 (76+29)                      | Heeresfliegertruppe                       | S'écrase puis brûle. | 2 morts                      |
| 18 avril 1980     | Marigny                  | SE.3130 Alouette II              | ?                                      | Aviation légère de l'Armée de terre       | ? | 4 morts                      |
| 17 septembre 1981 | Straßberg                | SE.3130 Alouette II              | 1311/C138 (75+29)                      | Heeresfliegertruppe                       | Percute un North American OV-10 Bronco de l'United States Air Force lors d'un exercice de l'Otan.                                                                                    | 2 + 1 morts                  |
| 15 avril 1982     | Savoonga                 | SA.318C Alouette Astazou         | 2168 (N9367)                           | Evergreen Helicopters Of Alaska           | Mauvaise visibilité puis erreur de pilotage. | 2 morts et 1 blessé          |
| 23 mai 1982       | Aéroport de Rijeka       | SE.3130 Alouette II              | 1648 (G-FILM)                          | Alan Mann Helicopters                     | Percute des câbles téléphoniques pendant le tournage des Aventuriers du bout du monde.                                                                                               | 3 morts                      |
| 26 juin 1983      | The Wash                 | SA.318C Alouette II              | 1966 (G-AWAP)                          | Helicopter Hire Ltd                       | Panne du rotor principal, s'écrase sur un Banc de sable. | 4 morts                      |
| 25 avril 1984     | Kürten                   | SE.3130 Alouette II              | 1533/C264 (75+97)                      | Heeresfliegertruppe                       | S'écrase après un wire strike. | 1 mort, 2 blessés            |
| 7 mars 1986       | Siletz                   | SA.318C                          | 2227 (N4966)                           | Privé                                     | Baisse de puissance alors qu'il était en train d'être chargé de troncs de cèdre. | 1 mort                       |
| 4 juin 1986       | Bückeburg                | 2 SE.3130 Alouette II            | 1840/C474 (76+95) et 1576/C289 (76+12) | Heeresfliegertruppe                       | La première attendait au sol pour décoller et est percutée par la seconde en train d'atterrir.                                                                                       | 1 mort (dans la 2e Alouette) |
| 22 mars 1990      | Monte Viu                | SE.3130 Alouette II              | 1546 (I-TRAN)                          | Elilombarda                               | S'écrase dans un ravin à cause du mauvais temps. | 3 morts                      |
| 1er novembre 1991 | Monte Colmo              | SA.318C Alouette II              | 1683 (I-REMA)                          | Elilombarda                               | Panne du rotor principal. | 4 morts                      |
| 11 décembre 1991  | Brunswick                | SA.318C Alouette II              | ?                                      | Bundesgrenzschutz                         | S'écrase dans un champ lors d'un vol de nuit. | 2 morts                      |
| 3 mars 1994       | Col du Lautaret          | SE.3130 Alouette II              | 1714 (F-GMJM)                          | Helivalto                                 | Percute la montagne. | 3 morts                      |
| 12 novembre 1994  | Vitrolles                | SA.318B Alouette Astazou         | 1979 (F-BJQK)                          | Méditerranée                              | Percute une ligne électrique. | 2 morts et 2 blessés         |
| 24 janvier 1995   | Hyères                   | Aérospatiale Alouette II         | 1113 (1113)                            | Force maritime de l'aéronautique navale   | Prend feu pendant son vol, atterrissage brutal. | 4 morts                      |
| 23 février 1995   | Brasschaat               | SA.318B Alouette II              | 2110 (A76)                             | Force aérienne belge                      | Panne moteur. | 2 morts                      |
| 8 septembre 1995  | Dögen                    | SA.318C Alouette II              | 2026 (D-HEDI)                          | Bundesgrenzschutz                         | S'écrase puis prend feu dans un forêt pendant un vol de nuit. | 3 morts                      |
| 8 avril 1996      | Lognes                   | SE.313B Alouette II              | ? (F-GLPV)                             | Heli Plaisance                            | S'écrase dans un bois. | 2 morts et 2 blessés         |
| 10 avril 1996     | Conca                    | SE.313B Alouette II              | ? (F-GIJL)                             | Helidan                                   | S'écrase pendant un vol de contrôle des lignes électriques. | 4 morts                      |
| 20 juillet 1996   | Kemer                    | SA.318C Alouette Astazou         | ?                                      | Emniyet Müdürlüğü Antalya                 | Perd son rotor principal après avoir percuté une ligne électrique. | 4 morts                      |
| 7 janvier 2007    | Salin-de-Giraud          | SE.318B Alouette II              | 1386 (F-GZFS)                          | Privé                                     | Retombe au sol alors qu'il décollait. | 3 morts au sol               |
| 30 mars 2008      | Bollate                  | SA.318C Alouette Astazou         | 1786 (I-GKBM)                          | ASSAS                                     | ? | 2 morts                      |
| 11 avril 2010     | Anjozorobe               | SA.318C Alouette Astazou         | 2187 (5R-MHY)                          | Madagascar Helicopter                     | ? | 2 morts                      |
| 20 mai 2011       | Bosphore                 | SA.318C Alouette Astazou         | 2008/C635 (EM-2008)                    | Emniyet Müdürlüğü Istanbul                | S'écrase dans la mer. | 4 morts et 1 survivant       |
| 20 mars 2012      | El Cuervo de Sevilla     | SE.3130 Alouette II              | Non-immatriculé                        | Privé                                     | S'écrase, la police pense qu'il transportait de la drogue. | 3 morts                      |
| 8 août 2014       | Gaby                     | PD.318C                          | 001 (I-PAAD)                           | Privé                                     | ? | 2 morts                      |
| 17 juillet 2016   | Breighton Airfield (en)  | SE.3130 Alouette II              | 1500 (HA-PPC)                          | Privé                                     | S'écrase à son atterrissage. | 1 mort et 4 blessés          |

## Dans la culture

### Cinéma et télévision
- 1957 : Les Fanatiques
- 1961 : Tout l'or du monde
- 1961 - 1969 : Chapeau melon et bottes de cuir
- 1962 : Le Fanfaron
- 1963 : À toi de faire... mignonne
- 1964 : Mothra contre Godzilla
- 1964 : Fantômas - SE3130 no 1394 - F-BLOH
- 1965 : Frankenstein vs. Baragon - JA9003
- 1965 : Le Gentleman de Cocody
- 1965 : Mission spéciale à Caracas
- 1965 : Guerre secrète
- 1966 : Atout cœur à Tokyo pour OSS 117 - F-BLYQ
- 1966 : Chappaqua - F-BLOH
- 1966 : Opération Marrakech
- 1967 : Arrriva Dorellik
- 1967 : L'Homme qui trahit la mafia
- 1967 : La Blonde de Pékin
- 1967 : Les Chevaliers du ciel, saison 1, épisode 9
- 1967 : L'Homme à la valise, saison 1, épisode 16
- 1967 : Mise à sac
- 1967 : Le Prisonnier
- 1967 : On ne vit que deux fois
- 1968 : Béru et ces dames - F-BMRF
- 1968 : Le Tatoué
- 1968 : Les Hommes de Las Vegas
- 1968 : Les Contrebandières
- 1968 : La Bande à César
- 1968 - 1969 : Les Champions
- 1969 : Sumuru, la cité sans hommes (The Girl from Rio)
- 1969 : Le Cerveau
- 1969 : The Body Stealers (en)
- 1969 : Yakuza keibatsu-shi: Rinchi - shikei!
- 1970 : Peau d'âne de Jacques Demy - F-BRHP (scène finale)
- 1970 : Le Cerveau d'acier
- 1970 : Deux hommes en fuite
- 1970 : La Horse
- 1971 : Le comité des 19
- 1971 : Laisse aller... c'est une valse !
- 1971 : Le Mans
- 1971 - 1972 : Amicalement vôtre
- 1972 : La cabina
- 1972 : L'aventurier
- 1973 : Birds of Prey (en)
- 1973 : Conflict
- 1973 : Digby, the Biggest Dog in the World - G-AVEE
- 1973 : Les Granges Brûlées
- 1973 : Sans sommation
- 1974 : Tant qu'il y a de la guerre, il y a de l'espoir
- 1974 : Lupin the Third: Strange Psychokinetic Strategy
- 1974 : Le Mystère de la bête humaine
- 1975 : Dynamite Jones et le Casino d'or
- 1975 : L'Honneur perdu de Katharina Blum
- 1975 : Les Derniers Cris de la savane (Ultime grida dalla savana)
- 1976 : Comme un boomerang
- 1976 : Tatort, Transit ins Jenseits
- 1977 : Claws - N8263
- 1977 : Un espion de trop
- 1977 - 1983 : Les Professionnels
- 1979 : L'Homme qui a volé le soleil
- 1980 : La légion saute sur Kolwezi
- 1981 : Vivre vite !
- 1982 : Deadly Encounter - N4EE
- 1982 : La Fille de la jungle
- 1982 : L'Honneur d'un capitaine
- 1984 : Mad Mission 3: Our Man from Bond Street
- 1986 : Le Maître de la camorra
- 1987 : Animali Metropolitani
- 1991 : Cerro Torre, le cri de la roche
- 2002 : Le Boulet
- 2004 : Helter Skelter
- 2007 : 1971 (en) - HAL Cheetah
- 2008 : Che
- 2010 : Glenn, the Flying Robot
- 2010 : Imogène McCarthery - F-GPKC
- 2014 : Benoît Brisefer : Les Taxis rouges - F-GDHO
- 2014 : Les Vacances du petit Nicolas

## Complément